# Cornelia Klier
Cornelia Klier, nata Bügel (19 marzo 1957), è un'ex canottiera tedesca.

## Palmarès

### Olimpiadi
- 1 medaglia:
  - 1 oro (Mosca 1980 1976 nel due senza)

### Mondiali
- 3 medaglie:
  - 3 ori (Amsterdam 1977 nell'otto; Karapiro 1978 nel due senza; Bled 1979 nel due senza)